# Birandra mariahelenae
Birandra mariahelenae is een keversoort uit de familie van de boktorren (Cerambycidae). De wetenschappelijke naam van de soort werd voor het eerst geldig gepubliceerd in 2002 door Santos-Silva.